# Seme di papavero

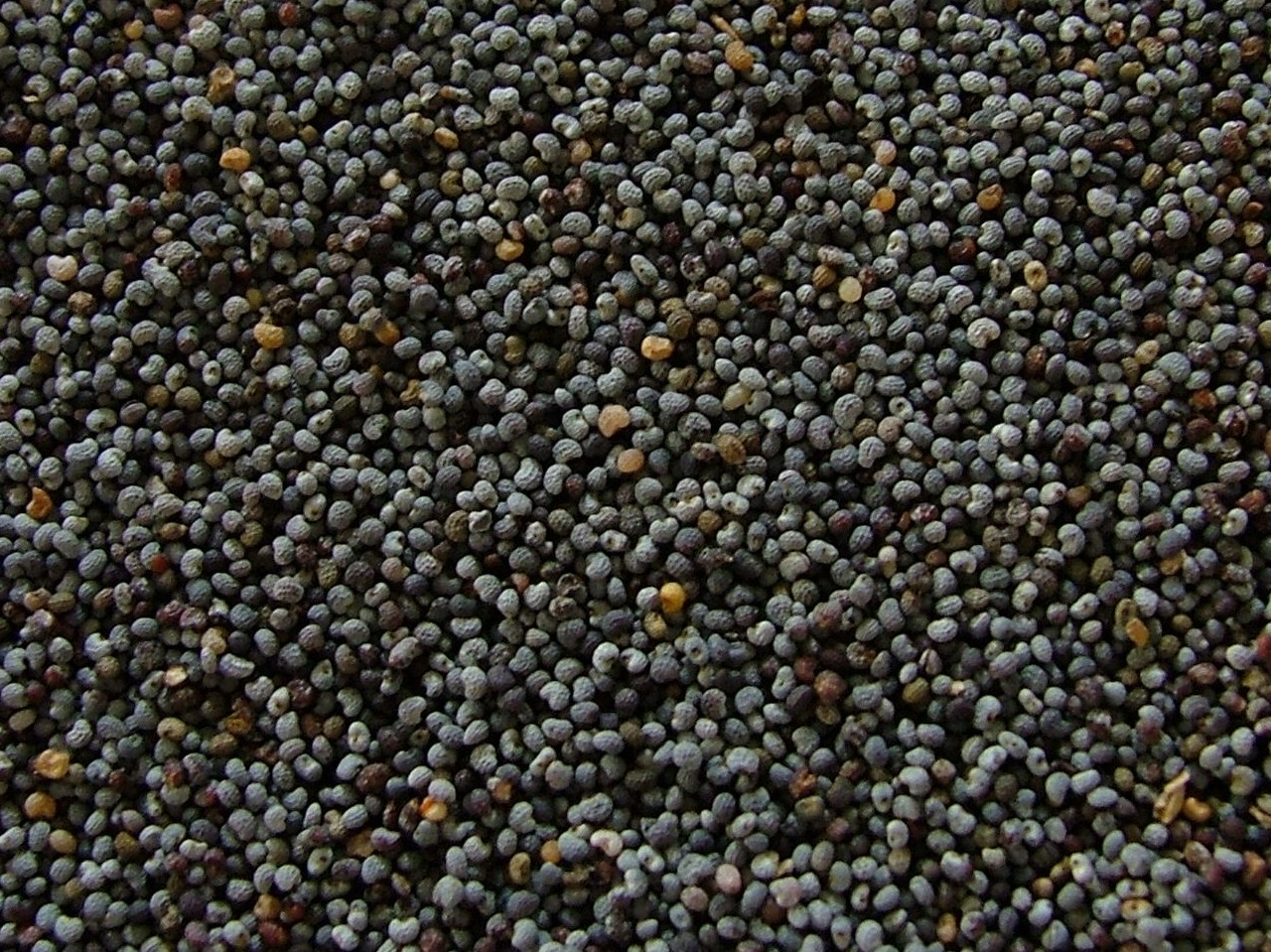
Semi di papavero

Il seme di papavero è un seme oleoso ottenuto dal papavero (in botanica Papaver). I semi dei papaveri hanno la forma che ricorda dei reni e vengono raccolti dai baccelli dei fiori essiccati. I semi di papavero vengono coltivati sin dall'antichità, e vengono oggi usati per preparare alimenti dolci, pani, e oli in tutto il mondo.

## Varietà di papaveri
I semi di papavero sono gli organi di propagazione della pianta e differiscono in base alla pianta di provenienza. Le principali varietà di papavero sono:
- Papavero da oppio (o Papaver somniferum): la varietà di papavero più conosciuta al mondo per le sue proprietà narcolettiche e medicinali. Infatti, dal lattice del pericarpo immaturo è possibile produrre eroina, morfina e oppio, usati comunemente in farmacologia.
- Papaver rhoeas: la tipologia più diffusa in Italia, cresce spontaneamente nei campi di graminacee ed è assente di proprietà chimico-fisiche particolari.
- Papavero californiano o escolzia: una pianta di origini americane con proprietà farmacologiche simili a quelle del papavero da oppio.
- Papaver setigerum: chiamato anche papavero da seta o papavero da semi, è una varietà di papavero che viene coltivata appositamente per la produzione di olio di semi di papavero.[4] Inoltre, i botanici pensano che da questa specie derivino molte altre varietà di papavero, come il Papaver somniferum ed il suddetto Papaver nigrum.[4]
- Papaver nigrum: detto anche papavero mediterraneo o papavero dai semi neri è originario della Turchia e strutturalmente molto simile al papavero bianco dell'oppio.[4]

I semi di papavero per l'alimentazione si ottengono prevalentemente dal Papaver nigrum (papavero dai semi neri) e dal Papaver setigerum (papavero da semi o da seta), due varietà derivanti dalla stessa filiera botanica.

## Valori nutrizionali
Quantità per 100g di semi:
- Calorie: 525 kcal
- Acqua: 5.95g
- Grassi: 42g
- Colesterolo: 0 mg
- Sodio: 26g
- Potassio: 719 mg
- Carboidrati: 28g
- Proteine: 18g
- Vitamina C: 1 mg
- Ferro: 9,8 mg
- Vitamina B6: 0,2 mg
- Magnesio: 347 mg